# 2025年1月加州南部山火
自2025年1月7日起，一系列持續的野火影響了美國加利福尼亚州洛杉磯都會區及周邊地區。這些火災包括帕利塞茲火災、伊頓火災、赫斯特火災和日落火災，火勢因極低的濕度、長期乾旱以及颶風級別的聖塔安那風加劇，某些地區的風速甚至超過每小時80英里（130公里/小時）。這些野火已造成29人死亡，超過1.8萬棟建築物受損，並迫使超過20萬人撤離。

## 背景

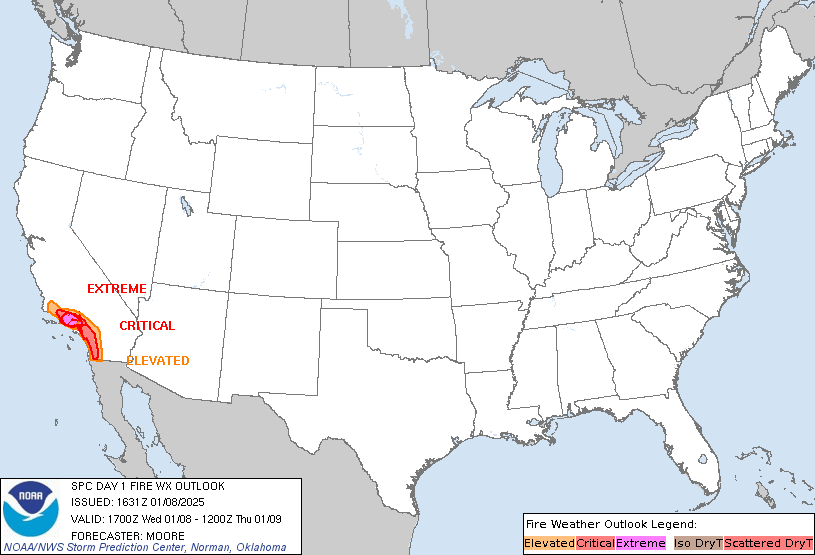
風暴預測中心於1月8日發佈的火災天氣預報。

此次風暴及其引發的火災危險早有預兆。早在1月2日，美國國家跨部門消防中心即警告南加州將出現「高於正常水準的重大火災潛力」。同日，國家氣象局在地方預報中也提及可能發生強烈火災。到1月3日，風暴預測中心進一步預測1月8日的火災天氣將達到「嚴重風險」級別 ，並在1月7日——首個關鍵火災天氣日——將1月8日的風險級別提升至「極端關鍵」。
針對洛杉磯及文圖拉郡，國家氣象局發布了紅旗警告，指出火災風險極高，並形容這是一種「特別危險的情況」，對生命及財產構成重大威脅。該警告強調，強風與低濕度的結合將導致火災迅速蔓延。
自2024年夏末以來，南加州逐漸進入乾燥狀態，因為風暴系統主要影響太平洋西北部及北加州，未對南加州帶來有效降雨。這一現象是厄尔尼诺-南方涛动现象從聖嬰向拉尼娜過渡的結果。2025年1月，拉尼娜現象已形成弱勢模式。到2024年12月下旬，洛杉磯郡大部分地區已陷入中度乾旱，這種情況導致火災風險在雨季中持續攀升。

### 乾旱影響
乾燥的植被進一步加劇了當前的危險局勢。南加州的許多地區在2023至2024年期間，經歷了記錄以來最乾旱的雨季。還創下了火災發生前九個月的乾旱新高。根據《自然評論：地球與環境》期刊的研究，加州的氣候變化使氣溫上升並增加降雨的不穩定性。在這兩年期間的雨季，少量的降雨促使草地、灌木和樹木迅速生長。然而，這些植物很快因乾旱而枯萎，變成了易燃的材料。
《環境研究快報》的一項研究顯示，氣候變化增加了炎熱乾燥天氣與離岸風季節重疊的機會，這為野火的形成創造了理想條件。此外，乾旱季節的延長減少了可用水資源和進行控制性燃燒的安全天數，從而使滅火更加困難。

### 聖塔安那風
此次事件中，聖塔安那風達到了異常強度，洛杉矶县及文图拉县的人口密集地區（如聖蓋博谷和洛杉磯盆地）的陣風時速達50至80英里（80至130公里）。而在高海拔地區，風速甚至達到每小時80至100英里（130至160公里）。當噴射氣流越過南加州山脈並向南移動時，形成了山波效應，導致下沉氣流進一步加速，影響了洛杉磯盆地和其他低地區域。
美國國家氣象局洛杉磯辦公室形容此次風暴可能「威脅生命」，預測1月7日下午風速將「加速至危險級別」，並持續到1月8日早晨。。該機構預警稱，「破壞性強風」可能引發大規模停電和樹木倒塌，並認為這將是自2011年以來該地區最具破壞性的風暴。
1月7日上午，NWS報告聖塔克拉利塔的魔法山卡車小徑（Magic Mountain Truck Trail）風速達每小時84英里（每小時135公里，每秒38公尺），埃斯孔迪多峽谷（Escondido Canyon）為每小時62英里（每小時100公里，每秒28公尺），范奈斯機場則達每小時55英里（每小時89公里，每秒25公尺）。同日傍晚6時19分，NWS預測此次風暴可能成為2025年南加州最強的風暴，尤其是在山谷地區。美国国家海洋和大气管理局則預測風速在每小時35-50英里（每小時56-80公里，每秒16-22公尺）之間。
1月11日下午1時6分，NWS洛杉磯/奧克斯納德（Oxnard）辦公室因為聖安娜風再度增強且濕度持續低迷，對洛杉磯與文圖拉郡大部分地區發布紅旗警告，自當晚6點起生效，至1月15日下午6點結束。同時，該辦公室發布了從當晚7:04至1月12日下午2點的「緊急」風力警報，預測東北風將持續每小時20至30英里（每小時32至48公里，每秒8.9至13公尺），最大陣風達每小時45英里，個別地區甚至可達時速55英里。

### 人為因素
2024-2025財年，洛杉磯消防局的預算被削減了1,760萬美元，相當於2%。2024年12月4日，消防局局長克莉絲汀·克勞利（Kristin Crowley）表示，削減的加班預算（700萬美元）「嚴重影響了部門對大型緊急事件的準備、訓練和應對能力」，並對住宅和植被清理檢查造成阻礙。
此外，作為洛杉磯供水系統的一部分，聖塔伊內斯水庫（Santa Ynez Reservoir）在火災前已完全排空，原因是進行維修以修補水庫覆蓋層。該水庫原計劃於2025年2月恢復運作。前洛杉磯水電局（LADWP）總經理馬丁·亞當斯（Martin Adams）表示，維修已進行「一段時間」，且冬季的較低水位通常是為防止水體停滯及相關問題。

## 防災準備
1月6日，加利福尼亚州州長加文·纽森宣布，將派遣65輛消防車、7架直升機、7輛水車以及109名工作人員應對可能發生的野火。洛杉磯市市長凱倫·巴斯向居民發出警告，提醒他們遠離被風吹倒的電力線，並強調這場風暴可能是過去十多年來最嚴峻的一次。巴斯當時因參加加納的正式活動而身在國外，市議會主席馬基斯·哈里斯-道森暫時代理市長職務。
該地區的主要電力供應商南加州愛迪生公司預測，可能會有高達40萬名用戶因風暴而面臨停電影響，並提議在極端天氣來臨前主動切斷電力，以防止設備故障引發火災。聖地牙哥天然氣與電力公司同樣表示，會在極端天氣到來之前採取預防性停電措施。
聖塔莫尼卡-馬里布統一學區宣布，出於天氣惡化和安全考量，將於1月7日關閉馬里布地區的所有學校。洛杉磯統一學區則表示，將臨時搬遷部分位於太平洋櫻桃地區的學校，並限制戶外活動以應對強風。此外，由於強風可能對交通構成威脅，部分太平洋海岸公路路段已被封閉。
為了應對可能的野火，洛杉磯水務局提前填滿了該市的供水系統中所有114個水庫。美國國家聯合消防中心則將國家準備狀態提升至2級，允許緊急使用聯邦資源。

## 政府
2024年12月，洛杉磯消防局局長克里斯汀·克勞利（Kristin Crowley）警告稱，巴斯市長批准的1,760萬美元預算削減也削弱了消防局的緊急應對能力。其中最大的削減是約700萬美元的變動加班費（V-Hours）計劃，這項計劃傳統上用於資助訓練、防火和基本的緊急應變功能。其他削減包括減少「FAA規定的飛行員訓練和直升機協調人員」的資源。負責在野火周圍建設控制線和防火道的推土機隊伍，以及負責制定重大緊急應對計劃的重大事件規劃和訓練部門的資源亦遭削減。消防局與其他地區維持自動和互助協議的能力也受到了影響。 根據洛杉磯市審計長肯尼斯·梅吉亞發布的圖表，只有市政街道服務的預算削減超過了洛杉磯市消防部門在2024-2025財政年度的預算削減。
1月7日，隨著風速增強，洛杉磯宣布進入緊急狀態，預計風速將進一步加劇。南海岸空氣質量管理區對南加州多個縣發布了沙塵暴警告，警告強風可能會將灰塵和土壤吹入空氣中，導致民眾吸入。
美國總統乔·拜登在科切拉山谷舉行的新聞發布會原定簽署《查克瓦拉國家紀念碑》和《薩提特拉高地國家紀念碑》法令，但由於強風過大，該活動被取消。聖蓋博谷的多棵樹木被吹倒，包括帕薩迪納市區也未能倖免。
中午時分，這場風暴已經使超過2萬名用戶停電。為了降低電力設備引發火災的風險，南加州愛迪生公司在三個月內第三次切斷部分地區的電力，這些預防措施導致成千上萬的用戶停電。
由於風速過強，數十架航班被延誤，飛行員收到警告，要求避免靠近地形。聯邦航空管理局（FAA）命令好萊塢伯班克機場暫停地面活動，因為強風造成多次迫降失敗。由於安大略和伯班克機場的強風，西南航空公司將多班航班改道或取消。

## 大火
由於風暴的極端強度，加上由於長期乾旱造成的乾燥植被，火災迅速蔓延，並且火星飛濺至遠處，引發了多起點火事件。

### 帕利塞茲大火

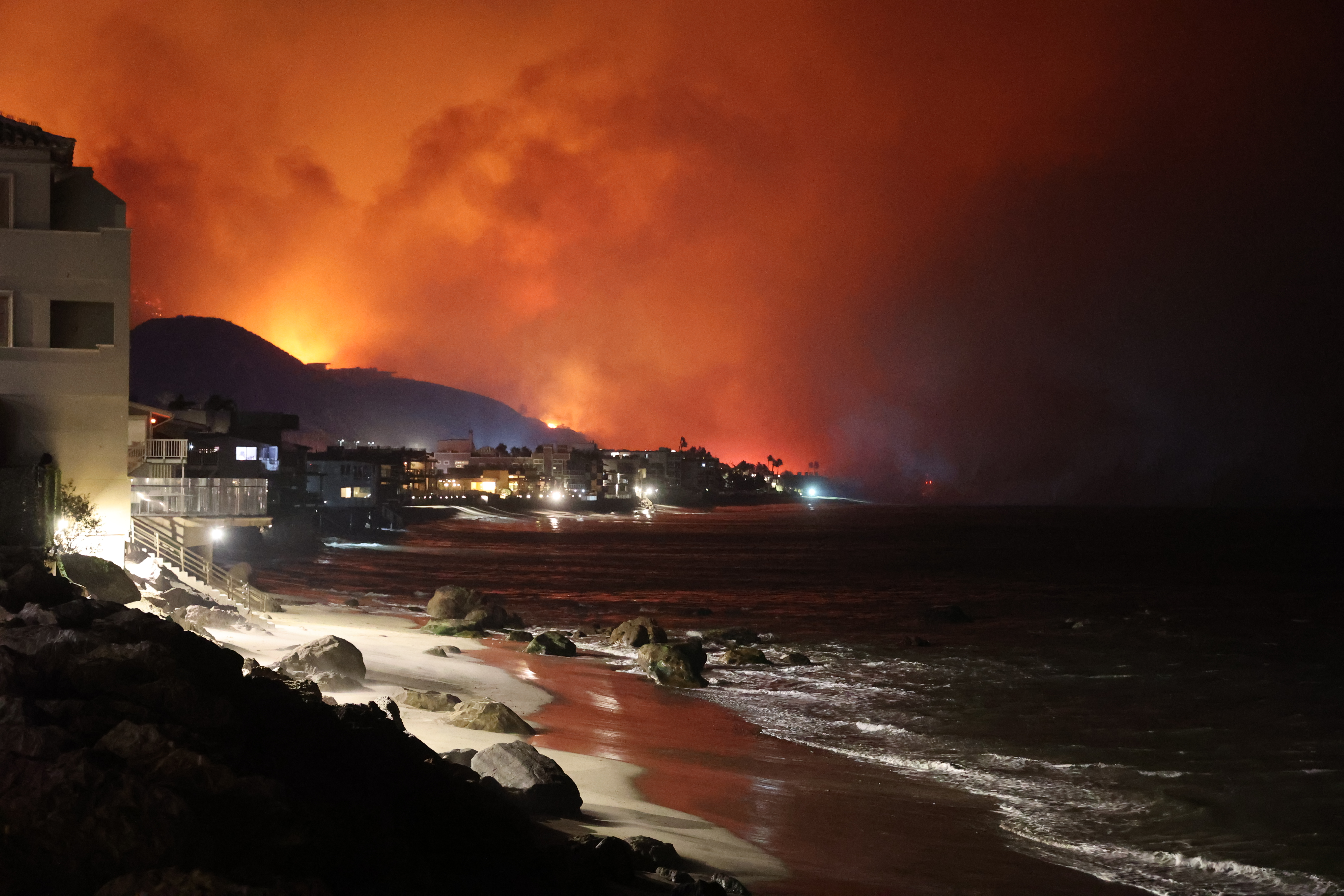
帕利塞茲火災

2025年1月帕利塞茲火災在帕西菲克帕利塞兹附近爆發，迅速蔓延至5,000英畝（2,000公頃；7.8平方英里；20平方公里）。由於火勢蔓延，多個區域沿著1号加利福尼亚州州道及週邊地區發布了強制疏散令，西伍德娛樂中心被指定為緊急避難所。
中午時分，火勢蔓延速度達到「每分鐘三塊橄欖球場的面積」，儘管消防人員在強風中努力撲救。圣莫尼卡政府對聖塔維森特大道以北的居民發布了緊急疏散令，而截至2025年1月8日中午12時11分，马里布和布倫特伍德已發出撤離提醒，要求尚未撤離的居民做好準備，因火災尚未控制。截至1月15日，火災面積已達23713英畝。

### 伊頓大火

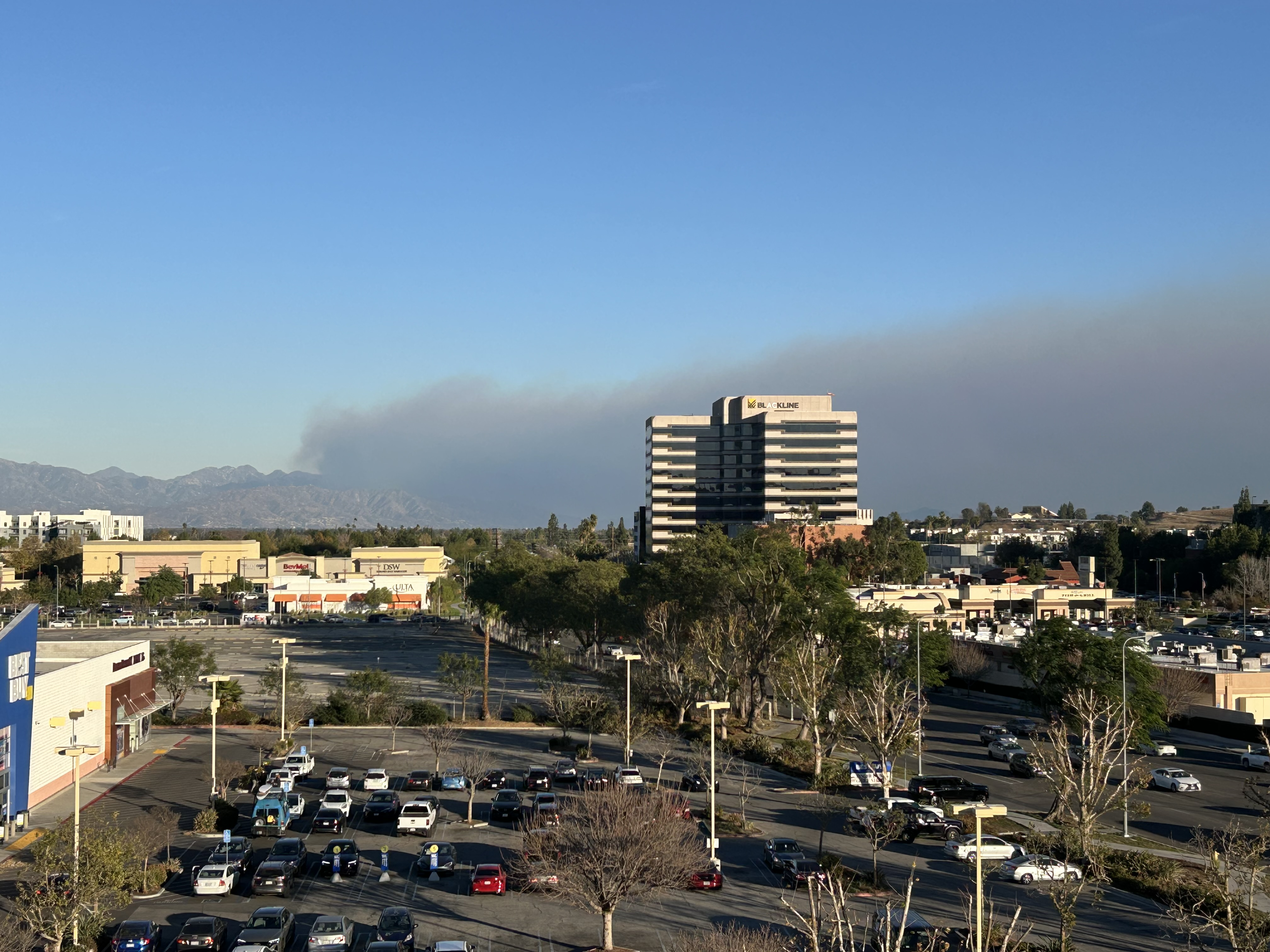
從洛杉磯伍德蘭希爾斯觀看伊頓大火。

2025年1月7日下午6時15分，位於阿爾塔迪納-帕薩迪納地區的伊頓峽谷爆發大火，最初火勢蔓延至20英畝（8.1公頃；0.031平方英里；0.081平方公里）。到晚上7時12分，火災蔓延至200英畝（81公頃；0.31平方英里；0.81平方公里）。幾小時內，火勢蔓延至1,000英畝（400公頃；1.6平方英里；4.0平方公里）。
救援行動中，老人收容中心－帕克馬裡諾的95名老人被疏散。 到了中午時分，火勢已蔓延至帕薩迪納的住宅區，所有的拉肯亚达-弗林楚奇地區也被下達疏散命令。火災造成5人死亡。截至1月15日，火災已蔓延至14117英畝。

### 赫斯特大火
赫斯特大火於2025年1月7日下午10時10分在希爾瑪爆發，最初火勢蔓延至50英畝（20公頃；0.078平方英里；0.20平方公里）。至2025年1月8日中午12時，火勢已蔓延至700英畝（280公頃；1.1平方英里；2.8平方公里）。到了下午7時15分，火災蔓延至850英畝。

### 日落大火
2025年1月8日下午5:39，位於魯尼恩峽谷公園荷里活山附近的日落大火爆發，導致好萊塢山地區約數萬人被緊急疏散。到了下午8時21分，火災面積已達50英畝（20公頃；0.078平方英里；0.20平方公里）。
被疏散令涵蓋的區域包括西邊的勞雷爾峽谷大道、北邊的穆赫蘭大道、東邊的101号美国国道以及南邊好莱坞大道。到當晚8點21分，火災已經蔓延至50英畝（約20公頃或0.2平方公里）。

### 莉迪亞大火
2025年1月8日下午1時10分，阿克頓村附近爆發山火，名為莉迪亞。在一個小時内，該火已擴至50英畝（20公頃），並在晚上8時多，再擴散至348英畝（141公頃）。該村的居民被迫疏散，而附近的南加州都會鐵路部分也曾經停止了運作。

### 其他火災

#### 1月8日
凌晨5點，聖塔安娜河床的一處露宿者帳篷區發生火災，燒毀多個臨時住所、物品及數輛汽車。火勢蔓延至約1英畝（0.4公頃），但消防員迅速撲滅，無人員傷亡報告。同日，也發生一起在日落大道附近灌木叢的火災，火勢在點燃後不久即被控制。
下午3點44分，聖塔克拉利塔北部乾穀山路和聖法蘭西斯基托峽谷路附近爆發灌木叢火災。火災被控制至約1英畝（0.4公頃）。
下午5點28分，洛杉磯拉德拉高地的油井區域爆發火災。隨後，下午5點39分，附近大道西部地區又報告了另一場火災。這兩場火災的總面積達3英畝（1.2公頃）。截至下午6點18分，火勢已被控制在1英畝內。
晚上9點06分，帕薩迪納地區發生一起火災，初始過火面積為1.5英畝（0.61公頃）。火勢在短短10分鐘內擴大至3英畝（1.2公頃）。1月8日凌晨3點03分，河濱市科切拉地區報告了一場火災。火勢蔓延至15英畝（約6.1公頃），並摧毀了兩棟建築。消防員成功遏制了火勢。

#### 1月9日
約凌晨6點15分，伍德利火災爆發，過火面積達75英畝（30公頃）。稍後數據修正，實際過火面積為30英畝（12公頃）。上午10點44分，奧利瓦斯火災在文圖拉縣沿海地區爆發，火勢迅速蔓延至11英畝（4.5公頃），並有一人受傷的報告。
下午1點10分左右，發佈莉迪亞火災報告，火勢在一小時內擴展至50英畝（約20公頃）；到晚上8點06分，火災面積已增至348英畝（約141公頃）。當局針對阿克頓附近部分地區發布疏散令，同時南加州都会铁路暫停了該地區的列車服務。
下午8點52分，LAFD報告了位於洛杉磯工作室城北陽光（Studio City North Sunswept）街3000號發生火災。火災波及了一棟四層住宅，但消防員迅速撲滅了火勢，未造成進一步擴散。

#### 1月10日
上午10点25分，亚彻火灾在格拉纳达山（Granada Hills）爆发。当天晚些时候，过火面积已增至19英亩（7.7公顷），消防人员成功阻止火势蔓延。當地強制疏散令於當日解除。

#### 1月14日
文图拉县西部圣克拉拉河发生奥托大火，至中午时分，过火面积已达61英畝（25公頃；0.095平方英里；0.25平方）。

#### 1月22日
晚上11点，塞普尔韦达大火（Sepulveda Fire）在圣莫妮卡山脉盖蒂中心爆发，火势蔓延极为迅速，至子夜时分过火面积已达40英亩（16公顷），凌晨2点才停止扩散。圣玛丽山大学洛杉矶分校、布伦特伍德、貝萊爾等地发布撤离令。

## 損失
截至2025年1月14日，伊頓大火已造成24人死亡，超過10000棟建築被摧毀。 多人受傷，其中一名25歲的消防員遭遇嚴重頭部傷害。大約晚上9點，許多燒傷受害者步行前往杜克的馬里布餐廳，在那裡接受了醫治並被轉送至醫院。

### 結構性損害
根據野火聯盟（Wildfire Alliance）的統計數據，帕利塞茲大火洛杉磯地區迄今為止破壞性最嚴重的火災，至少摧毀了1,000棟建築物，超過了2008年摧毀604棟建築物的賽爾大火，以及1961年摧毀近500棟房屋的貝爾艾爾大火。
擁有36年歷史的海鮮餐廳「The Reel Inn」經業主確認，已在大火中被完全摧毀。當地時間下午4點左右，帕利塞德高中被野火吞噬。由於正值寒假，校內無人受困。接蓋蒂別墅的植被和樹木也遭到焚毀，但截至1月7日，未報告有任何結構損壞。
1月8日，報導顯示火災已摧毀超過9,300棟建築物。大火還蔓延至帕利塞德小學，導致馬里布的多處海濱房產亦在火災中被毀。數十輛遺棄在高速公路上的汽車被完全燒毀，救火車輛為進入著火區，不得不動用推土機清理道路。
帕薩迪納猶太教堂和中心、塔格瓦清真寺（Masjid Al-Taqwa），以及阿爾塔迪納社區教堂均在此次火災中被摧毀。根據CBS新聞記者喬納森·維吉奧蒂報導稱，太平洋帕西菲克帕利塞茲市中心幾乎「變成一片廢墟」，只有當地的購物中心尚存。他形容這場災難「超乎想像」，並指出強風導致火星被吹散至一英里外，進一步引燃了多處小型火點。[140]
馬里布的Feed Bin餐廳和帕利塞茲劇院的皮爾森劇院也在帕利塞茲大火中被摧毀。此外，在伊頓大火中，Eaton Canyon 自然中心遭到焚毀，約15隻蜥蜴因此喪生。
1月11日，加州森林與防火局報告稱，超過12,000棟建築面臨威脅，並估計已有超過5,000棟建築物被摧毀。
多位名人的住宅在此次火災中被燒毀，其中包括曼迪·穆尔、卡利·艾域士、尤金·列维、比利·克里斯托、芭黎絲·希爾頓、亞當·布羅迪、麗頓·麥斯達、安東尼·霍普金斯、傑夫·布里吉、約翰·古德曼、麥爾斯·泰勒、占士·活士、米路·吉遜、黛安·沃倫、馬克·漢米爾、瑞奇·雷克及艾德·哈里斯。
此外，美國歌舞雜耍演員威爾·羅傑斯的歷史宅邸與牧場也未能倖免，最終毀於火災中。

### 經濟影響
根據摩根大通2025年1月9日發布的估計，火災造成的保險損失預計將超過200億美元，這將創下美國歷史上與山火相關的保險索賠新紀錄。這個數字將大幅超過怡安集团記錄的2018年坎普大火所創下的125億美元保險損失記錄。
摩根大通預計，經濟損失總額將達到500億美元，而AccuWeather則預計這一數字可能上升至570億美元。摩根大通指出，由於火勢持續蔓延且缺乏有效遏制，這些數字可能會進一步上升。

### 停電狀況
到1月7日晚上，約5萬戶用戶遭遇停電，其中28,300戶由洛杉磯水電局負責，21,699戶由南加州愛迪生公司負責。到晚上9時30分，洛杉磯大都會區的停電用戶數量已超過20萬，包括洛杉磯、格倫代爾、帕薩迪納和伯班克等地。1月8日，洛杉磯大都會區的停電人數接近40萬人。

### 空氣品質
強風將火災煙霧吹遍洛杉磯，導致空气质量指数多次超過200，達到「非常不健康」的水平。哈里森ES站的PM2.5濃度達到了184.1 µg/m³，是世界衛生組織年指引值的36.8倍。在該地區，空氣品質一度高達569 µg/m³，達到了最危險的級別，要求避免所有戶外活動。 
UCLA医疗中心的胸腔醫學專家梅-琳·威爾古斯預計，洛杉磯居民會因濃煙而出現眼睛灼痛和不適，尤其是那些患有慢性阻塞性肺病和哮喘等基礎疾病的人，建議他們避免所有戶外活動並關好門窗，開啟空調。洛杉磯市議會主席馬奎斯·哈里斯-道森報告稱，南洛杉磯的能見度已經降到一個街區以下，並呼籲居民盡量避免開車。

### 學校停課
至少19個洛杉磯學區宣布停課。佩柏代因大學關閉了加州卡拉巴薩斯和馬里布校區。由於火災和兩所小學的毀壞，洛杉磯聯合學區所有學校在1月9日停課。

### 娛樂業
由於強風和火災風險，亞馬遜MGM影業和環球影業取消了好萊塢的《狼男》和《堅不可擋》首映。環球影業關閉了其環球影城好萊塢和環球城市大道。 第31屆美國演員工會獎取消了提名的現場公佈，而是透過新聞稿發布了提名名單。原定於1月12日在圣莫尼卡舉行的第30屆評論家選擇獎延至2月7日。
由於火災的影響，多家好萊塢娛樂公司和製片中心暫停了工作，導致多部劇集和電影的製作推遲，包括《實習醫生》、《重返犯罪現場》、《天后與草莓》、《泰德·拉索：錯棚教練趣事多》、《吉米·坎摩尔直播秀》、《異塵餘生》等。
由於火災，第97屆奥斯卡金像奖提名投票的截止日期推遲了兩天。

### 体育赛事
受大火影响，多项体育赛事延期举行。國家冰球聯盟推迟原定1月8日在加密货币网体育馆举行的洛杉磯國王对卡爾加里火焰的比赛。NBA推迟原定1月9日举行的洛杉矶湖人对夏洛特黃蜂比赛，以及1月11日举行的湖人对圣安东尼奥马刺、洛杉矶快船对黄蜂的比赛。另外，國家美式橄欖球聯盟将1月13日举行的洛杉磯公羊对明尼蘇達維京人比赛的场地从SoFi體育場迁至亚利桑那州格蘭岱爾州立農業體育場。

### 風力損害
由於強風，數百棵樹倒下。約有十輛半拖車在豐塔納附近的210號公路上被風吹翻。好萊塢伯班克機場的多架航班因強風而延誤或取消。

### 交通狀況
由於間歇性的停電，洛杉磯地鐵在1月8日暫停了票價收取。停電使得洛杉磯地鐵乘客無法購買和加載票卡。由於風力和火災損害，部分洛杉磯公車線路關閉或改道。

### 供水問題
在帕利塞德，消防人員報告稱，許多消防栓在初期滅火時幾乎沒有水流。洛杉磯水電局執行長賈尼斯·基諾內斯表示，1月8日凌晨3點左右，所有消防栓「都沒有水了」。水塔的水量減少加劇了城市主幹管線的水壓問題，消防員因火勢蔓延無法到達泵站協助運輸。
基諾內斯指出，火災導致了「水系統的巨大需求」，公共水系統面臨的是平時需求的四倍。消防局必須在水管上增加每秒75立方英尺的水量以維持足夠的水壓。消防員被迫指派建築工人將水箱運送到需要的地方。洛杉磯縣公共工程局局長馬克·佩斯特雷拉請求撤離居民關閉水管和煤氣管道，以便將更多水用於滅火工作。
帕薩迪納水電部門在1月8日發布了水質警報，因水中污染物和渾濁度升高。

### 搶劫情況
在混亂中，有青少年和年輕成年人趁機搶劫廢棄的房屋。到1月9日，已有20人被逮捕。

## 緊急應變
洛杉磯縣消防局向文圖拉郡、橙郡、聖路易斯·奧比斯波和聖巴巴拉縣等縣發出緊急請求，要求派遣消防員協助滅火。來自俄勒岡州、內華達州和華盛頓州的消防員和急救人員也前來支援。洛杉磯縣消防局局長安東尼·馬羅內表示，洛杉磯縣29個消防部門的人力不足，無法應對這場野火。
1月7日下午7點，風速加劇，導致大規模停飛滅火飛機，阻止了消防員提供空中支援以減緩火勢蔓延。風速方向的突然變化進一步複雜化了滅火工作。
帕薩迪納的玫瑰碗被指定為大型動物的避難所，而帕薩迪納人道協會則被指定為小型動物的避難所。
1月8日中午，加州州長加文·紐森部署了加州國民警衛隊。 美國總統喬·拜登指示美國國防部提供消防人員和設備。美國海軍直升機從聖地亞哥起飛，內華達州國民警衛隊和美国林业局也派遣了消防車來應對火災。
在1月8日的下午新聞發布會上，洛杉磯縣消防局長安東尼·馬羅內宣布，來自多個州的支援隊伍已經部署，包括60支來自俄勒岡州的隊伍、45支來自華盛頓州的隊伍、15支來自猶他州的隊伍、10支來自新墨西哥州的隊伍以及來自亞利桑那州的若干支隊伍。

### 反應
洛杉磯市議會議員崔西·帕克表示，這場野火對全洛杉磯來說是「毀滅性的損失」。洛杉磯縣警長羅伯特·G·盧納譴責了野火期間的搶劫行為，並警告那些趁火災搶劫的人：「你們會被抓到，會被逮捕，並且會被起訴。」
加利福尼亞州州長加文·紐森敦促居民遵守疏散命令，並在聯繫美國總統喬·拜登請求聯邦火災援助後，向即將上任的川普政府表示：「我不是來玩政治遊戲的」，強調「沒有政治、沒有歇斯底里、也不會卑躬屈膝」。他隨後取消了原定前往華盛頓特區參加吉米·卡特追悼會的行程。
美國總統拜登表示，聯邦政府會提供所需的支援來遏制帕利塞茲火災。副總統賀錦麗也呼籲民眾聽從當地官員的指導。
候任總統川普表示，总统拜登和民主党籍加州州长纽森无能，造成山火肆虐。他還呼籲纽森辭職。纽森則表示，不要将灾难政治化。

### 批評
當地居民在社交媒體上對洛杉磯市官員和洛杉磯水電局（DWP）缺乏準備，未能確保城市水源供應和流動性進行強烈批評。2022年洛杉磯市長選舉參選人、地產開發商瑞克·卡羅素強烈批評卡倫·巴斯和洛杉磯不足的消防基礎設施，指出多名消防員無力應對周圍住宅和商業建築著火的情況。
在美國總統喬·拜登前往圣莫尼卡視察火災損害期間，洛杉磯市長卡倫·巴斯的缺席引發了批評，其中包括前奧巴馬政府發言人托米·維爾特。《洛杉磯時報》所有者黃馨祥也對巴斯削減消防部門1,760萬美元預算的行為表示譴責，強調早已知悉的嚴重火災隱患，以及太平洋帕利塞德地區消防栓水壓不足的問題。
有批评者将本次洛杉矶山火与2022年重庆缙云山火的结果相对比，此次山火似乎特意“绕过”了富人区，因为富人区配备了高昂的私人消防团队，引发了民众对富人消防特权的不满。

### 赈灾义演
2025年1月30日晚，由安纳伯格基金会主办的赈灾演唱会FireAid在英格爾伍德直覺巨蛋和論壇體育館举行，有20多组嘉宾献上音乐表演。

## 另見
- 2007年10月加州山火
- 2017年12月南加州山火

## 外部連結
- CAL FIRE – list of active wildfires （页面存档备份，存于）